# 野口源之助
野口 源之助（のぐち げんのすけ、弘化元年5月2日（1844年6月17日） - 没年不詳）は明治時代の英語通詞。神奈川県訳官、開拓使御用掛、函館県職員、函館師範学校教諭、東京農林学校教授。ノグチゲラの名前の由来とする説がある。

## 経歴

### 神奈川県
弘化元年（1844年）5月2日肥前国彼杵郡長崎に小森蓮翁の次男として生まれた。実名は信一、本籍は大浦田町54番地。
慶応4年（1868年）井関盛艮と横浜に渡り、4月2日寺島宗則・井関配下で神奈川運上所通弁御用、閏4月20日神奈川裁判所通弁を務めた後、12月3日神奈川県直属の従事補通弁官となり、明治2年（1869年）11月判任史生、明治4年（1871年）2月14日権少属、10月7日四等訳官を歴任した。
1868年8月からリチャード・ブラントンの指揮により灯台建設が始まると、藤倉金次郎（見達）とともに通訳の任に当たり、翌年4月から副技師のコリン・マクヴェインによる神子元島の建設現場に派遣された。
外務大輔寺島宗則の指示で明治4年（1871年）2月から8月までイギリス海軍測量船シルビア号に乗り込み、春日丸による北海道沿岸水路の測量に同行し、通訳のほか写真撮影も行った。なお、内陸での測量の際、馭していた馬がヘンリー・セント・ジョン艦長の足に噛み付き、負傷させた。帰港後、11月瀬戸内海・四国への測量に指名されている。
明治5年（1872年）5月から9月まで県邏卒石田英吉・粟屋和平の香港の警察制度視察に同行し、通訳を務めた。

### 開拓使
1873年（明治6年）5月8日神奈川県を退職し、17日開拓使御用掛・翻訳掛に転じ、同日弁方・写真取扱、9月22日外国諸注文取扱を兼務し、東京出張所で外国人・外国企業との交渉、開拓使博物場の資料管理等を行った。
1874年（明治7年）12月9日の金星の太陽面通過に当たり、旧春日丸乗組員吉田重親の指名で海軍水路寮に出向し、横浜でメキシコ観測隊の通訳、当日は麻布飯倉町観象台で写真撮影を行った。
1878年（明治11年）8月9日幌内・岩内両煤田開採事務係を兼務し、クロフォードによる官営幌内鉄道建設のため、東京で物資の調達を行った。1880年（明治13年）3月24日石狩河口改良係を兼務し、ファン・ヘントによる鉄道沿線の水運計画に関わったが、ヘントの急死等で中止となり、1881年（明治14年）6月23日改良係を解かれた。
1882年（明治15年）2月8日開拓使が廃止されると、開拓使残務取扱所・大蔵省で残務整理を行った。

### 函館県
1882年（明治15年）3月15日函館県御用掛となり、11月6日庶務課に配属され、外国人の対応等を行った。1884年（明治17年）1月函館師範学校に英語科が新設され、12月11日一等教諭に招かれた。余暇には函館博物場でブラキストン・プライヤー共著Catalogue of the Birds of Japanを翻訳して『大日本禽鳥集』（市立函館博物館所蔵）を著し、また札幌県・青森県に出張した。
1886年（明治19年）函館県が北海道に統合されると、同年11月13日から1887年（明治20年）10月20日まで東京農林学校英語学教授を嘱託された。その後の消息は不明。

## 献名

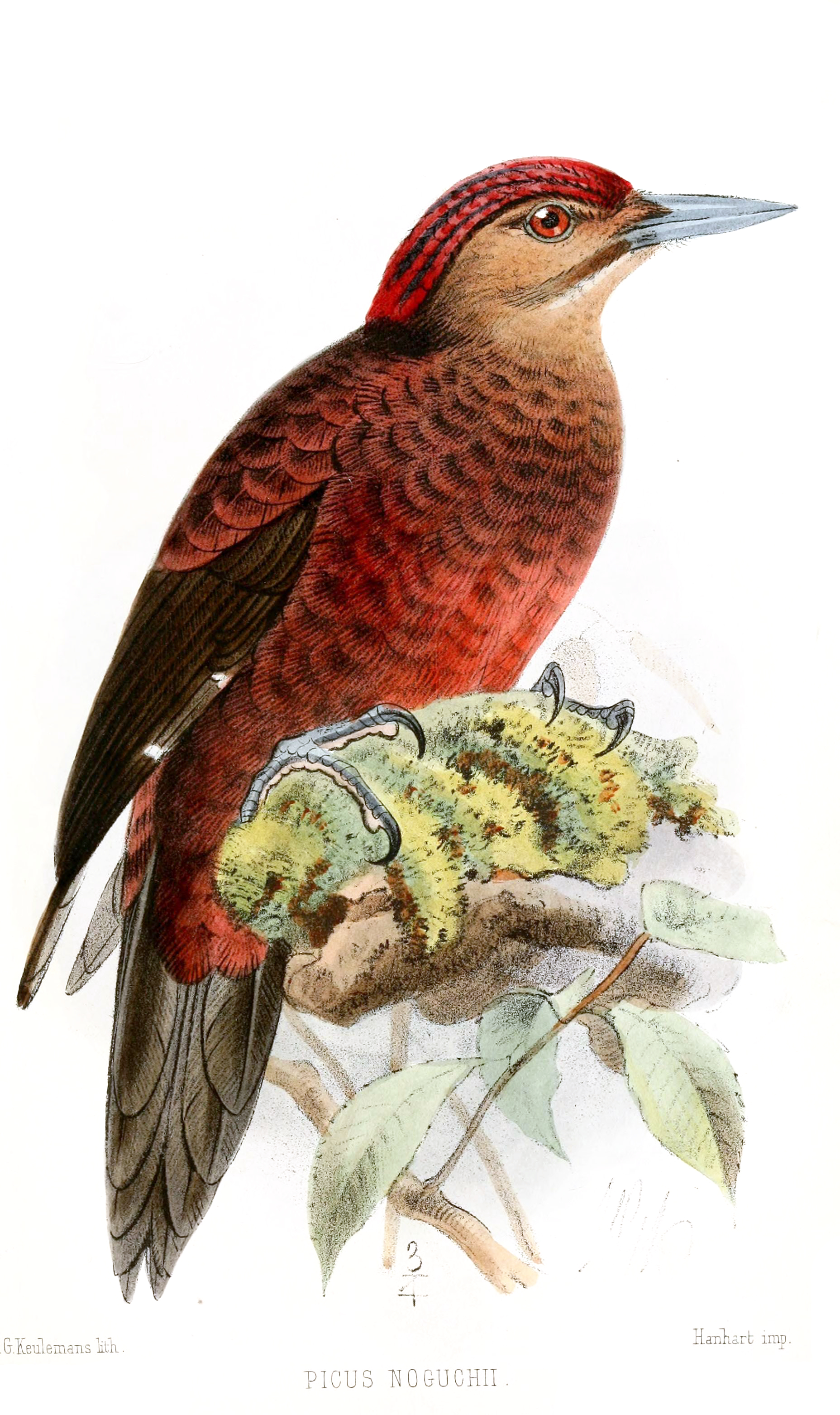
記載論文におけるノグチゲラの図版

1887年シーボームが記載したノグチゲラは、1886年（明治19年）琉球諸島で標本を採集したプライヤーの意向でノグチなる人物に献名されたものである。採集の帰途、横浜行の広島丸で同室しているノグチがそれと思われるが、同年函館県を退職した源之助が通訳として同行したものとも考えられる。
1973年ベイツが記載したノグチアオゴミムシとノグチナガゴミムシもジョージ・ルイスの採集人ノグチに献名されたものである。このノグチの正体も不明が、ルイスは慶応元年（1865年）1月源之助の近所大浦1番地・33番ろ地を借り入れており、源之助と接点があった可能性がある。